# Chiesa di Sant'Agostino (Teramo)

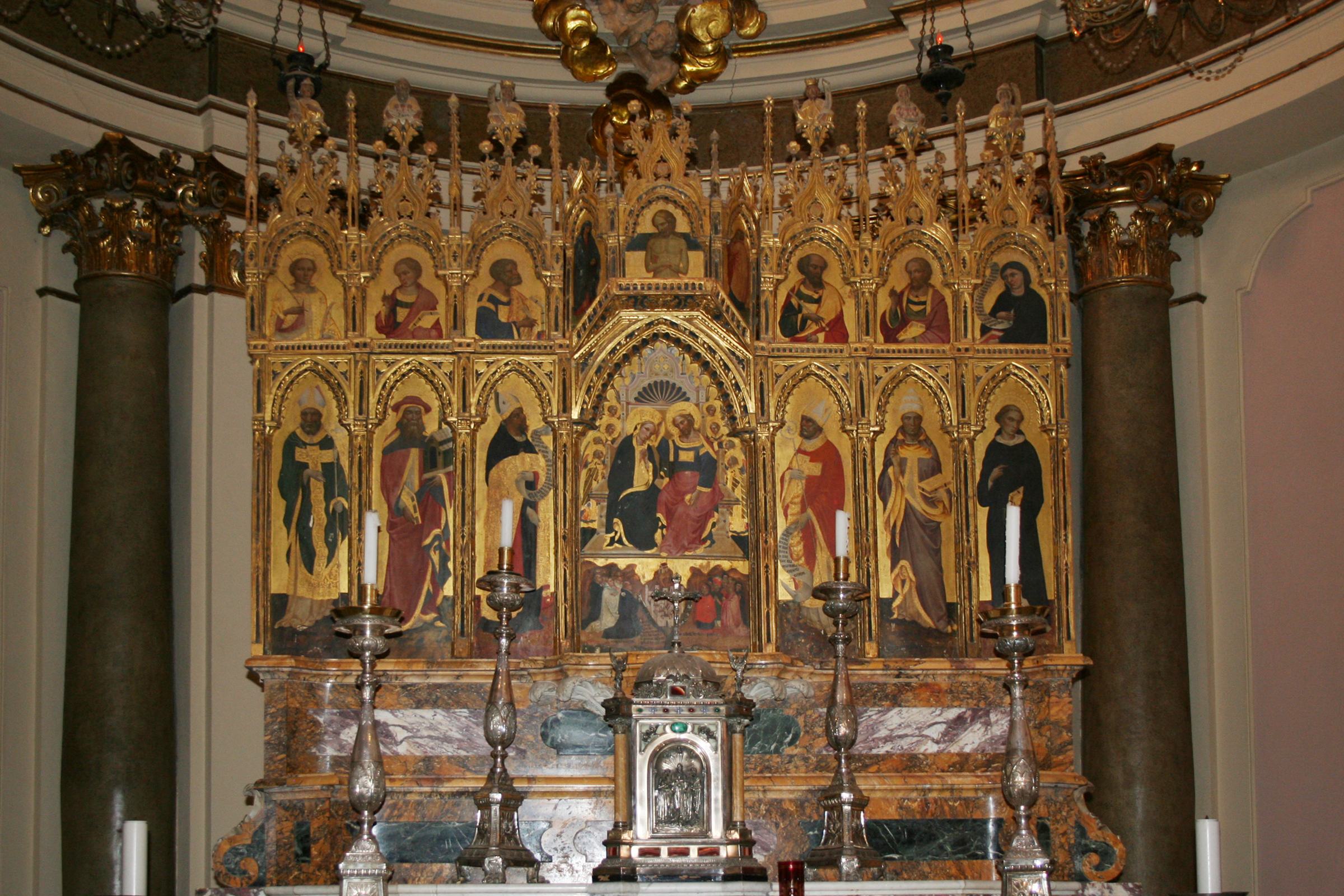
Polittico realizzato da Jacobello del Fiore, attualmente esposto presso il Duomo di Teramo.

La chiesa di Sant'Agostino  è un luogo di culto cattolico di Teramo, in Abruzzo. Apre la sua facciata sull'omonima piazza, collegata a Corso San Giorgio, il corso principale della città, da via Costantini.
L'edificio religioso si trova nel territorio del quartiere di San Giorgio ed è l'unica chiesa che appartiene alla parrocchia della cattedrale.
Da questa chiesa provengono: il polittico del duomo di Teramo, eseguito dal maestro Jacobello del Fiore, e la tavola a tempera della Madonna col Bambino, attribuita all'ambito delle opere di Giacomo da Campli, attualmente esposta presso il Pinacoteca civica.
In tempi passati è stata tra le realtà religiose più importanti della città ed ancora oggi rappresenta un significativo riferimento per l'identità spirituale dei teramani poiché è legata ai riti della Settimana Santa. Ogni anno, all'alba del venerdì santo, verso le ore 4 del mattino, da qui parte la Processione della Desolata organizzata dall'Arciconfraternita dei Centuriati e condotta per le vie del centro storico dal vescovo di Teramo.
Chiusa al culto per inagibilità dal terremoto dell'Aquila del 2009 è stata ulteriormente danneggiata dagli eventi sismici del 2016-2017 avvenuti nel centro Italia. Garantita dalla messa in sicurezza è in attesa opere di risanamento e riparazione affinché possa divenire sede del Museo diocesano di Teramo.

## Storia
Il silenzio delle fonti documentali non consente di stabilire o indicare una data precisa di fondazione dell'intero complesso agostiniano, costituito dall'edificio della chiesa, dal campanile e dalla fabbrica del monastero. La storia ecclesiastica della città teramana è lacunosa o priva di trattazioni dettagliate sull'arrivo e sull'insediamento dei padri dell'Ordine agostiniano perché le scritture e gli atti della comunità conventuale sono andati perduti dopo la soppressione del cenobio.
Appartenne alla Confraternita dei Disciplinati della Morte, poi ai padri agostiniani ed infine alla Confraternita della Madonna della Cintura. La sua storia è ricca di particolarità poiché la sua soppressione non rientrò nelle Relazioni Innocenziane e nel Decreto Reale di Gioacchino Murat del 1809 in quanto sede dell'Arciconfraternita dei Centuriati. Infatti, l'editto muratiano non contemplava l'eliminazione di chiese sede di congregazione. La primitiva chiesa romanica fu demolita nel 1876 e successivamente ricostruita, seguendo i canoni di un nuovo stile, e riaperta al culto nell'anno 1889.
La presenza degli osservanti della regola agostiniana nella cittadina abruzzese si fa risalire alla seconda metà del XIII secolo. Un primo riferimento temporale si trova nell'anno 1255, quando il priore della comunità dell'Eremo di Sant'Onofrio, presso Penna nella villa di Campli, rivolse domanda al vescovo per poter professare la regola di sant'Agostino nella giurisdizione aprutina. Questi concesse l'autorizzazione mediante una scrittura datata 10 agosto 1260, redatta in Civitella del Tronto. È molto probabile che da questa comunità di religiosi possano essere arrivati rappresentanti dell'Ordine a Teramo per dar vita ad un nuovo monastero. Alcuni storici ritengono che il l'intero complesso religioso fosse attivo già nel 1312, collocando la costruzione della chiesa e del monastero nel XIV secolo, ipotizzando l'anno 1326.
Elisabetta Di Francesco colloca cronologicamente l'insediamento teramano al tempo in cui vi fu nella regione abruzzese l'adozione dell'architettura romanica che avvenne con un po' di ritardo rispetto al resto d'Italia e contemporaneamente alle prime fasi dell'espansione della Regola di sant'Agostino quando, con molta probabilità, si stabilì di edificare un impianto monastico anche nella città aprutina. Conclude la sua indagine affermando che il convento possa essere stato edificato tra il 1268 ed il 1312.
Durante i primi anni del XIV secolo furono poste in essere opere volte ad un allargamento edilizio del cenobio. Tale ampliamento incluse nella stessa proprietà l'attigua chiesa dedicata a san Giacomo, costruita nel 1260, di pertinenza dei Disciplinati della Morte e Santa Maria del Soccorso. Alla conclusione dei lavori risultò la presenza di un'unica chiesa, più grande delle precedenti, intitolata ai santi Filippo e Giacomo e subito dopo a sant'Agostino.
Lo storico Niccola Palma tramanda che il sito fosse già esistente nell'anno 1362. Lo descrive come uno dei cenobi cittadini più antichi e luogo di «studio» monastico, ricordato nelle memorie di san Benedetto da Norcia. Risulta dalla Relazione Innocenziana che il complesso non sia stato soggetto di cambiamenti fino all'anno 1650. In seguito, verso la fine del XVIII secolo, il re borbone Ferdinando IV decretò la soppressione del monastero al fine di utilizzare la struttura conventuale come sede del penitenziario provinciale e del tribunale. In un dispaccio del 1792, è riportata la disposizione della soppressione, successivamente eseguita il 1º ottobre 1796. Fu in questo anno che si apportarono notevoli modifiche agli edifici per l'adeguamento della struttura in «Carcere Civile, Criminale e sede di Tribunale»
Il convento nei primi anni dell'Ottocento fu riadattato per ospitare il carcere provinciale che vi rimase fino al 1987. Nell'anno successivo l'Archivio di Stato chiese la concessione al Demanio dell'immobile per collocare la sua sede istituzionale. Nel 2010, al termine dei lavori di ristrutturazione, i locali monastici sono stati definitivamente destinati alla sede dell'Archivio di Stato di Teramo.

### Cronologia storica essenziale

#### XII secolo
- 1260 – Anno di erezione della chiesa dedicata a San Giacomo, poi intitolata a Sant'Agostino, appartenuta alla Congregazione dei Disciplinati della Morte e Santa Maria del Soccorso.[15][13]
- 1268 – Papa Clemente IV emana la bolla pontificia con cui concede il perdono dei peccati ai cittadini teramani che avessero aiutato la comunità dei frati agostiniani.[15][13]

#### XIV secolo
- 1362 – Lo storico teramano Niccola Palma scrive che l'insediamento religioso fosse già esistente in questo anno.[7]

#### XV secolo
- 1420 – Il cenobio ha bisogno di ampliare la sua struttura conventuale e destina lo spazio della chiesa ad uso di studium monastico.[13]
- 1440 – Gli Statuti di Teramo documentano la condizione di agiatezza della comunità agostiniana per cui era prevista l'elezione di due economi laici per l'amministrazione dei beni[15]

#### XVII secolo
- 1650 - Il 18 febbraio di questo anno il Priore Agostiniano della città di Teramo scrive una relazione sulle condizioni del convento teramano indirizzata alla casa generalizia dell'ordine. Il cenobio, sebbene non rinnovato o ammodernato nella costruzione, è descritto come validamente dotato di comodità.[15][16]

#### XVIII secolo
- 1784 – Anno in cui avvenne l'emissione della Sovrana Disposizione contenuta nell'atto che decretava la chiusura del monastero agostiniano di Teramo e lo destinava ad uso di Carcere Civile, Criminale e sede di Tribunale.[17]
- 1786 – L’architetto teramano Giuseppe Lupi progetta il restauro della chiesa, ne conforma le linee e ne forgia lo stile in cui appare e si presenta ora.[4]
- 1792 – L'8 settembre, un reale dispaccio dispone la soppressione del cenobio teramano. L'atto è stato redatto e promulgato in linea con la volontà politica di re Ferdinando IV che vede con favore l'abolizione delle realtà conventuali per rivendicare il predominio dello Stato laico sulla Chiesa. Al contempo la città di Teramo ha la necessità di disporre di un maggiore spazio per la collocazione di una nuova sede che ospiti il carcere giudiziario.[18][13][15]
- 1796 – Anno in cui diventa esecutiva la soppressione stabilita della Sovrana Disposizione del 1784 ed avviene l'acquartieramento militare per destinare ad uso carcere e tribunale gli edifici conventuali.[17][13] Re Ferdinando IV dispone la vendita dei beni del cenobio per fruire del ricavato al fine di finanziare i lavori di adeguamento a carcere e tribunale.[15]

#### XIX secolo
- 1809 - La chiesa diviene proprietà della Confraternita dei Centuriati.[13]
- 1876 - L'edificio della chiesa viene abbattuto e ricostruito.[12]

#### XX secolo
- 1988 – L'Archivio di Stato di Teramo inoltra richiesta al Demanio per ottenere la concessione in uso governativo del monastero di Sant'Agostino come sede istituzionale.

## L'organo
L'organo della chiesa risale alla seconda metà del XVIII secolo. Si tratta di uno strumento musicale classificato tra gli aerofoni, definito monumentale, di cui non si conosce il nome esatto dell'organaro che l'ha fabbricato per mancanza di certezza documentaria. Per le sue peculiarità distintive, caratteristiche tecniche e per l'impiego dei materiali utilizzati è attribuibile alla maestria dei componenti della famiglia Fedri, originaria del borgo marchigiano di Rocchetta di Camerino ed attiva in Abruzzo nel corso del Settecento. Tra i suoi membri e maggiori esponenti vi fu Adriano Fedri, nato ad Atri ed operante con la sua intensa attività nella provincia teramana. Questa circostanza orienta alcuni esperti ad ascrivergli l'esecuzione del manufatto che potrebbe aver costruito ed installato, forse, nel 1767.
Lo strumento si trova all'interno dell'aula liturgica collocato nella sua posizione originaria, ossia nella porzione della controfacciata, al di sopra del portale d'ingresso. È alloggiato in una cantoria realizzata in muratura e sostenuta «da due pilastri, con parapetto mistilineo e specchiature, semplicemente dipinta.» È contenuto in una elegante cassa in legno, intagliata, tripartita con l'impiego di paraste. La composizione del prospetto si conclude con la croce centrale posta al vertice del timpano poggiante su un cornicione a merlatura dentata. Dalla base del frontone si allungano, lateralmente, due festoni decorati con motivi floreali che si raccordano ai due vasi laterali.
Nel corso del tempo è stato più volte trattato con interventi di ripulitura, riparazione e manutenzione. In due occasioni è stato smontato e riassemblato. La prima volta nell'anno 1839 per la necessità del restauro della cantoria, ma non si conosce il nome di chi curò la rimontaggio, la seconda volta, per la demolizione del preesistente sacro edificio, avvenuto nella seconda metà del XIX secolo. In questa seconda scomposizione fu ricostituito da Vitale de Luca di Notaresco.
Le scritture documentali dell'Arciconfraternita dei Centuriati consentono una parziale ricostruzione della sua storia e comprovano, attraverso la lettura degli ordini di pagamento, le spese sostenute per le opere conservative di cui ha beneficiato fin dal 1749. Vi è traccia di interventi di «accomodo e ripulitura» eseguiti nel 1830 e nel 1834 per mano di Eusanio Gennari. È ipotizzabile che, nel 1904, Vincenzo Dipietro, organaro teramano, se ne sia occupato poiché sulla canna principale si trova inciso a graffio il suo nome.
Sebbene si siano succeduti tutti questi eventi, l'organo ha mantenuto una sua apprezzabile integrità. Non è tuttavia possibile indicare quale sia stata la sua composizione fonica al momento della costruzione poiché presenta qualche modifica introdotta da Dipietro.